# Fichtelgebirgskasperle

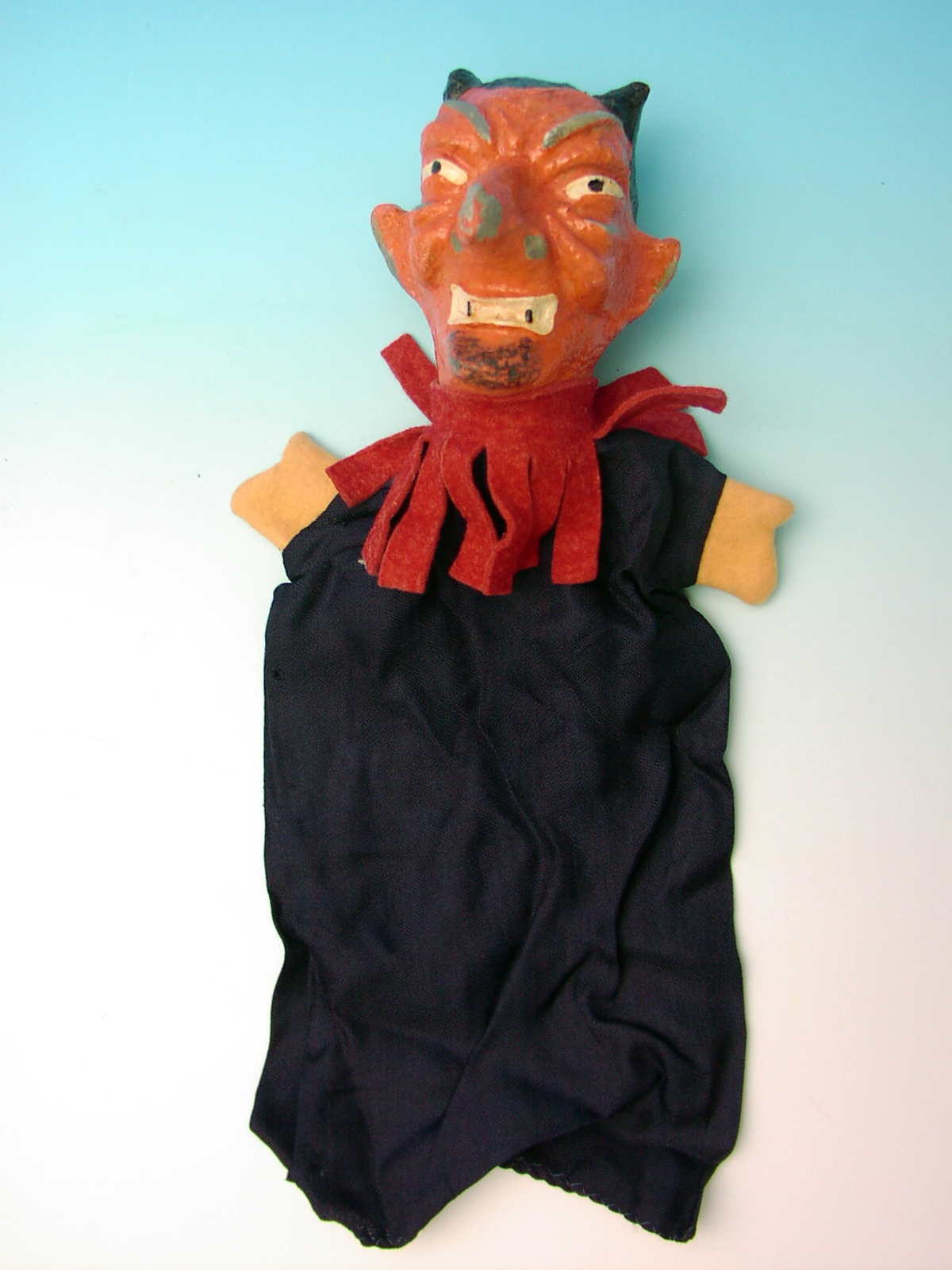
Teufel

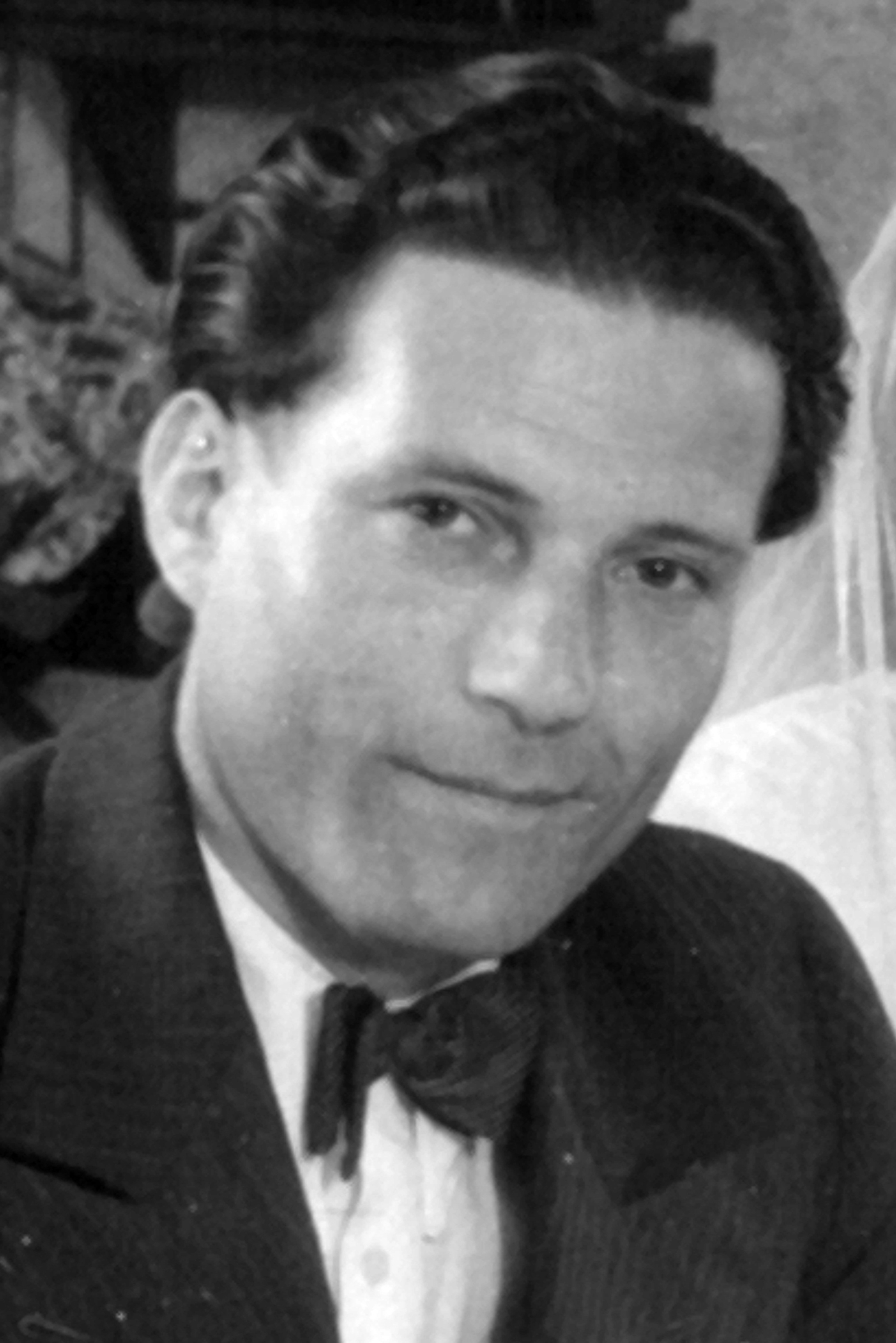
Karl Pöhlmann um 1950

Fichtelgebirgs-Kasperlpuppen sind im 20. Jahrhundert entstandene Theaterpuppen aus dem Fichtelgebirge.
Um seinem kleinen Sohn eine Weihnachtsfreude zu bereiten, formte der aus Selb stammende Bäcker und Zimmermann Karl Pöhlmann nach seiner Kriegsheimkehr im Dezember 1946 die erste Kasperlefigur. Von Freunden und Bekannten wurde er gefragt, ob er nicht auch für deren Kinder Puppen und Theaterkulissen bauen möchte. Im Februar 1949 ging Pöhlmann schließlich daran, seine Puppen und das Zubehör erwerbsmäßig in Heimarbeit zu produzieren sowie national und auch international unter dem Namen „Fichtelgebirgs-Kasperlpuppen“ zu vertreiben.

## Herstellung

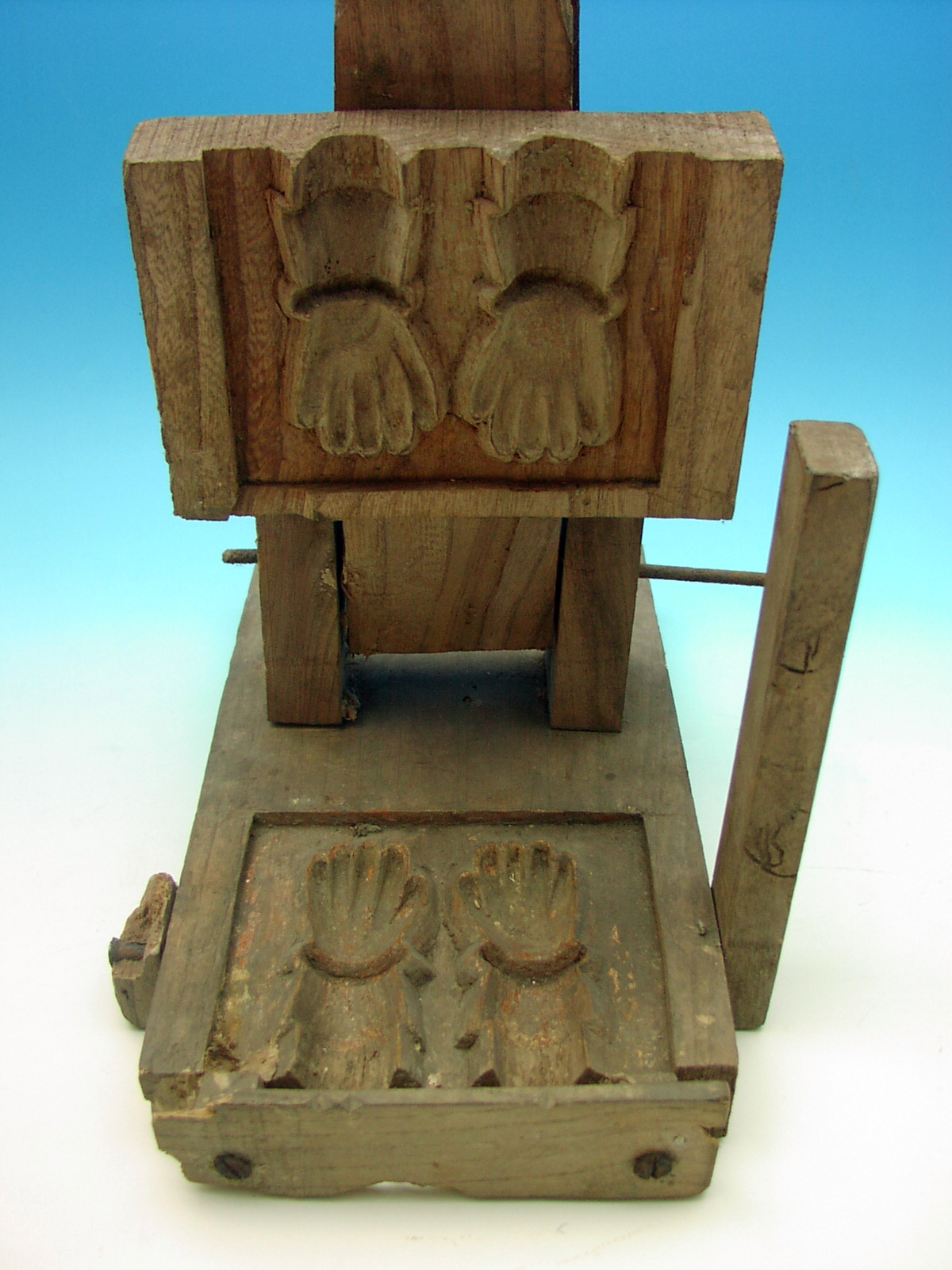
Maschine zur Herstellung von Händen

Als Ausgangspunkt für die Herstellung der Puppenköpfe diente Pöhlmann der Kollerstoff der Papiermühle in Selb, aus dem sich durch den Zusatz von Leim und anderen Bindemitteln eine pressbare Masse für Köpfe, Hände und Füße entwickeln ließ. Die einfachen Holzmodeln fertigte er selbst an.
Für die Köpfe goss Pöhlmann Gipsformen nach eigenen Tonmodellen. Die Trocknung erfolgte beim Bäcker auf dem Backofen. Dabei schrumpften die Köpfe um ca. 20 % der ursprünglichen Größe.
Bei der Fertigstellung der Puppen half die ganze Familie und eine weitere Arbeitskraft.
Neben den Figuren fertigte Pöhlmann auch eine Theaterbühne mit verschiedenen Kulissen und Spielvorlagen. Die Firma Franz Dietrich in Selb druckte dazu Kulissen im Siebdruckverfahren.

## Vertrieb

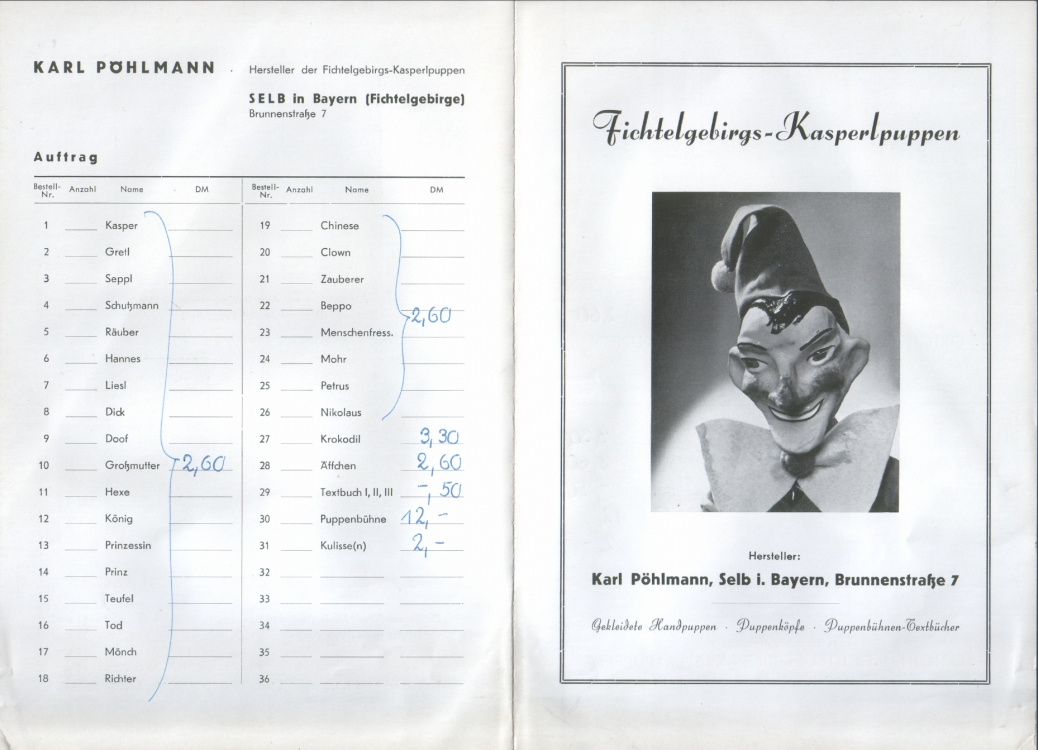
Preisliste 1950er Jahre

Bereits im ersten Jahr machte er sich mit einer Musterkollektion auf den Weg ins Rheinland. Rasch hatte er alles verkauft und konnte neue Abnehmer für seine Produkte gewinnen. Schon bald vertrieben 6–8 Handelsvertreter in ganz Deutschland sowie nach Belgien und in die Schweiz seine „Fichtelgebirgs-Kasperle“ sowie das Zubehör, welches im Einzelhandel, in Spielwarengeschäften gekauft werden konnte.
An Zubehör gab es drei verschiedene Textbücher, die Puppenbühne und eine beidseitig bemalte Kulisse mit der Darstellung einer Bauernstube und seines Landschaftsbildes. Die Texte verfasste Pöhlmann selbst. Es handelt sich dabei um die typischen, einfach gestrickten Geschichten. Als Figuren treten dabei neben Kasper der König, die Prinzessin, der Schutzmann, der Räuber und das Krokodil in Erscheinung.

## Einstellung der Produktion
1952 verstarb Karl Pöhlmann. Seine Frau hielt den Betrieb zunächst noch aufrecht.
Gegen Ende der 1950er Jahre wurde der Betrieb vollständig eingestellt.

## Erinnerung
Heutzutage erinnern die Aufführungen von Karl Pöhlmanns Sohn Hans Pöhlmann an den „Fichtelgebirgs-Kasperl“.

## Ausstellung
Das Fichtelgebirgsmuseum in Wunsiedel zeigt im Rahmen seiner 2004 neu eröffneten Dauerausstellung Kinderwelten - Spielwelten Puppen, Kulissen und Gerätschaften für die Herstellung der Fichtelgebirgs-Kasperlefiguren.